# Marina Sudakova
Marina Vladimirovna Sudakova tidligere Jartseva (russisk: Марина Владимировна Судакова (Ярцева) ; født 17. februar 1989 i Volgograd, Rusland) er en kvindelig russisk håndboldspiller, der spiller for CSM București og tidligere Ruslands kvindehåndboldlandshold.
Hun har optrådt i mange år, for det russiske håndboldlandshold. Med Rusland, vandt hun VM 2009 i Kina og bronzemedalje ved EM 2008 i Makedonien. Hun deltog ved de olympiske lege 2016 i Rio de Janeiro, hvor hun vandt guld med Rusland. Hendes sidste medalje var i 2018, da hun vandt sølv ved EM i Frankrig 2018.